# El Folk-Lore Andaluz
El Folk-Lore Andaluz fue una revista editada por la sociedad homónima en la ciudad española de Sevilla entre 1882 y 1883, durante la Restauración.

## Historia
Editada en Sevilla, fue impresa en la imprenta de Gironés y Orduña, en la calle Lagar n.º 3, y luego en la de Francisco Álvarez y Compañía, en la calle Tetuán n.º 24. Su primer número apareció el 1 de marzo de 1882 y cesó en febrero de 1883, fusionándose en abril de ese mismo año con El Folk-Lore Frexnense para dar lugar a El Folk-Lore Bético-Extremeño. Ya en el siglo xx apareció la revista Demófilo, que publicó sus primeros diez números, entre 1987 y 1993, bajo el título El Folk-Lore Andaluz.
La revista, de la que se publicaron un total de doce números, salía con periodicidad mensual, en números de cuarenta y ocho páginas en folio, buen papel, clara impresión y cubierta en colores. Fue dirigida por Antonio Machado y Álvarez y participaron como redactores y colaboradores nombres como los de José Montoto («Mosén Oja Timorato»), Antonio Machado y Núñez, Francisco Rodríguez Marín, T. Consiglieri, Antonio María García Blanco, José María Asensio y Toledo, Leoncio Lasso de la Vega, Alejandro Guichot y Sierra, Luis Montoto y Rautenstrauch, Fernando F. de la Serra, Manuel Sales y Ferré, Juan A. de Torre, José Rodríguez Garay, J. Leite de Vasconcelos, Joaquín Araujo, Hugo Schuchardt, R. Parody, José Luis Ramírez, Teófilo Braga, António Tomás Pires, Luis Romero Espinosa, Gonzalo Blanco y Carbonay, Siro García del Mazo, Rodrigo Sanjurjo e Izquierdo y Cipriana Álvarez Durán.
Su contenido incluía artículos de folklore, filosofía vulgar, estudios, miscelánea, revistas y anuncios, entre otras secciones.